# Melbourne Knights Football Club
Melbourne Knights F. C. es un club de fútbol situado en el oeste de Melbourne, Victoria (Australia). Juega en la Premier League de Victoria y formó parte de la desaparecida National Soccer League.
El equipo fue fundado en 1953 por inmigrantes de Croacia y mantiene sus raíces como representante de la comunidad croata-australiana en Melbourne. En los años 1990 fue uno de los clubes más potentes del país; ganó dos ligas nacionales consecutivas (1995 y 1996) y acogió a jóvenes talentos como Mark Viduka y Josip Šimunić. Con la creación de la A-League en 2004 fue relegado a la división territorial de Victoria.

## Historia
En 1953, un grupo de inmigrantes croatas que vivían al oeste de Melbourne, fundó el "Soccer Club Croatia", que disputó su primer partido el 10 de abril de 1953. Al año siguiente se inscribió en la Federación de Fútbol de Victoria e ingresó en su torneo amateur. Para competir reclutó a inmigrantes croatas del área metropolitana de Melbourne, donde se convirtió en el representante deportivo de la comunidad. Su desarrollo fue muy rápido y en 1959 ya había ascendido a la máxima categoría del estado de Victoria, ganando la liga en su debut con un récord de 29 victorias y una sola derrota.
El S. C. Croatia se consolidó como uno de los rivales más potentes en la década de 1960. Sin embargo, fue expulsado de la Federación de Victoria en 1972 porque, en un partido de liga, sus aficionados invadieron el campo para agredir a un árbitro tras sancionar a un jugador local. Aunque llevaron la decisión a juicio y alegaron que el veto se había producido por razones políticas, perdieron el caso. La directiva compró dos años después un club en quiebra, el Essendon Lions, y lo reconvirtió en el "Essendon Croatia", que siguió compitiendo como miembro federado en el distrito de Essendon. Regresó a la máxima división en 1977. Eddie Krnčević, una de las primeras estrellas australianas que probó suerte en el extranjero, tuvo su primera oportunidad en sus filas.
Aunque el Croatia se mantuvo en la máxima división de Victoria, aspiró a formar parte de la nueva categoría nacional, la National Soccer League. Si bien se les rechazó en varias ocasiones, el campeonato terminó aceptándolos en 1984 a través de una ampliación del número de participantes. Durante diez temporadas se llamó "Melbourne Croatia".
En la temporada 1993-94 cambió su nombre a "Melbourne Knights" por recomendación de la Federación australiana, que trataba de reducir la vinculación de los clubes con las comunidades inmigrantes para atraer a más público. En la década de 1990 vivió su mejor época deportiva. Con una generación de jóvenes futbolistas como Mark Viduka, Josip Šimunić, Andrew Marth, Steve Horvat y Fausto De Amicis, todos ellos futuros internacionales, los Knights jugaron cinco finales y ganaron dos ligas consecutivas en las temporadas 1994-95 y 1995-96.
Cuando la National Soccer League desapareció en 2004, no quiso optar a una plaza en la nueva A-League −pues ésta apostaba por franquicias sin vínculos étnicos− y prefirió competir en la Premier League de Victoria, máxima categoría estatal y segunda en el escalafón nacional, a partir de la temporada 2005. Su estatus se rebajó al de un equipo semi-profesional.

## Dimensión del club
Melbourne Knights es el principal club de fútbol de la comunidad croata-australiana en el área metropolitana de Melbourne y Geelong. Además del deporte, colabora con diversas organizaciones croatas y muchos de sus patrocinadores son de ese país. En las décadas de 1950 y 1960 el fútbol funcionó como uno de los mejores unificadores para las comunidades extranjeras, si bien los australianos preferían otros deportes.
Durante la década de 1990 sus aficionados y ultras reforzaron la vinculación con el nacionalismo croata. La entidad sirvió también para unir a la comunidad durante la guerra de independencia de Croacia.
La principal rivalidad de Melbourne Knights se da con los clubes y jugadores de ascendencia serbia, como el Footscray JUST, vinculado a la antigua Yugoslavia y que existió desde 1950 hasta 1990. En algunas ocasiones esa rivalidad ha derivado en episodios de violencia: en 2001, el delantero Bobby Despotovski fue agredido por ultras de los Knights después de que este les hiciera un saludo con los tres dedos, característico del nacionalismo serbio. Otros rivales deportivos son el South Melbourne FC, cercano a la comunidad griega, y el Adelaide City, de ascendencia italiana.

## Uniforme
- Uniforme titular: camiseta roja, pantalón blanco y medias azules.
- Uniforme alternativo: camiseta blanca, pantalón blanco y medias blancas.

Los colores de la equipación del Melbourne Knights son los mismos que los de la bandera de Croacia. El primer uniforme ha sido siempre el mismo excepto a comienzos de la temporada 1995-96, cuando se cambió al negro y después se volvió a la original.

## Estadio
Melbourne Knights juega sus encuentros como local en el "Knights Stadium", perteneciente a una fundación vinculada al club. Se inauguró en 1989, su aforo máximo es de 15.000 espectadores (contando localidades de asiento y de pie) y tiene césped natural. Es un recinto específico para jugar al fútbol. Está situado en Sunshine North, un distrito al oeste de Melbourne.
La grada principal (llamada Mark Viduka en honor al internacional) está situada en uno de los laterales y dispone de 4.000 localidades de asiento. El complejo, con una extensión de 51.000 metros cuadrados, tiene también dos campos de entrenamientos adicionales, la sede social, gimnasio, un bar y 1.200 plazas de aparcamiento.
El antiguo estadio de Melbourne Knights fue el Olympic Park Stadium, un campo de fútbol con pista de atletismo que fue sede de los Juegos Olímpicos de 1956 y donde estuvieron dos etapas: de 1967 a 1972 y de 1977 a 1988. Otros sitios donde han jugado son el Montgomery Park de Essendon (1974-1976), Tracey's Speedway en Maribyrnong (1962-1967) y Corio Oval en Geelong (1959-1961).

## Palmarés

### Torneos nacionales
- Campeón de la National Soccer League (2): 1994-95, 1995-96.

Subcampeón de la National Soccer League (3): 1990-91, 1991-92, 1993-94.
- Temporada regular de la National Soccer League (4): 1990-91, 1991-92, 1993-94, 1994-95.

Subcampeón de la temporada regular (1): 1995-96.
- NSL Cup (1): 1994-95.

Subcampeón de la NSL Cup (1): 1984.

### Torneos estatales
Subcampeón de la Victorian Premier League (3): 2007, 2008, 2013.
- Campeón del estado de Victoria (3): 1968, 1978, 1979.

Subcampeón (5): 1980, 1981, 1982, 1983, 2008